# Deafheaven
Deafheaven（英語：Deafheaven）是來自美國加州舊金山的後金屬樂團，成立於2010年。樂團一開始是由主唱George Clarke以及吉他手Kerry Mccoy兩人所組成。
兩人最初錄製了一張未命名的Demo專輯，並於2010年6月1日發行。在發行Demo專輯後，Deafheaven招募了三位新成員並且開始了巡迴演出。他們在2010年底時與唱片公司Deathwish Inc.簽約，並於2011年四月發行了他們的第一張專輯Roads To Judah。
他們的風格融合了黑金屬、後金屬、後龐克和蹬鞋音樂，並且使得這種風格流行了起來，這種風格被評論家稱呼為: Blackgaze(蹬鞋黑金屬/黑瞪)。
Deafheaven於2013年發行第二張專輯Sunbather。這張專輯受到大量的好評，成為美國年度最佳評論專輯之一。隨後於2015年10月及2018年7月，Deafheaven分別推出了New Burmuda和Ordinary Corrupt Human Love。他們2021年的第五張專輯Infinite Granite，大量減少了黑金屬的高音嘶吼的唱腔。他們在2025年發行了第六張專輯 Lonely People with Power，該張專輯表現出更重、更具侵略性的音樂特性。

## 樂團歷史

### 專輯 - Demo（2010年）
Deafheaven 2010年2月成立於加州舊金山，由主唱George Clarke與吉他手Kerry McCoy創立。兩人在組成Deafheaven前，他們之前曾經在輾核樂團Rise of Caligula裡一起表演過。關於Deafheaven這個團名，Clarke不確定當初他是如何想到的，不過他知道在文學家莎士比亞的作品Sonnet 29中，有出現過這個詞。而Deaf（失聰）以及Heaven（天堂）這兩個字組合在一起，是為了向著名的瞪鞋搖滾樂團Slowdive致敬。
2010年4月Carke和McCoy在Atomic Garden錄音室與製作人Jack Shirley錄製了Deafheaven首張未命名的Demo專輯作品，因為當時兩人沒有自己的電吉他和吉他音箱，Demo都是使用木吉他來編曲，並使用錄音室設備來錄製。錄音的費用大約是500元美金，這個價錢對當時的Deafheaven來說是無力支付的。因資金有限，這張作品以數位媒體的方式發行為主，也發行了限量的錄音帶。作品中的四首歌曲的曲風是混合著傳統黑金屬和後搖滾。
Deafheaven原本沒有打算將這張Demo專輯上傳，然而他們最後還是把這張Demo作品上傳到他們喜歡的部落格裡。Demo獲得好評後，Clarke和McCoy在克雷格列表中招募了另外的三位成員，分別是貝斯手Derek Prine，來自瞪鞋搖滾樂團Whirr(舊稱Whirl)的吉他手Nick Bassett，以及鼓手Trevor Deschryver來組成了五人樂隊，從而展開他們於2010年7月的第一場表演。

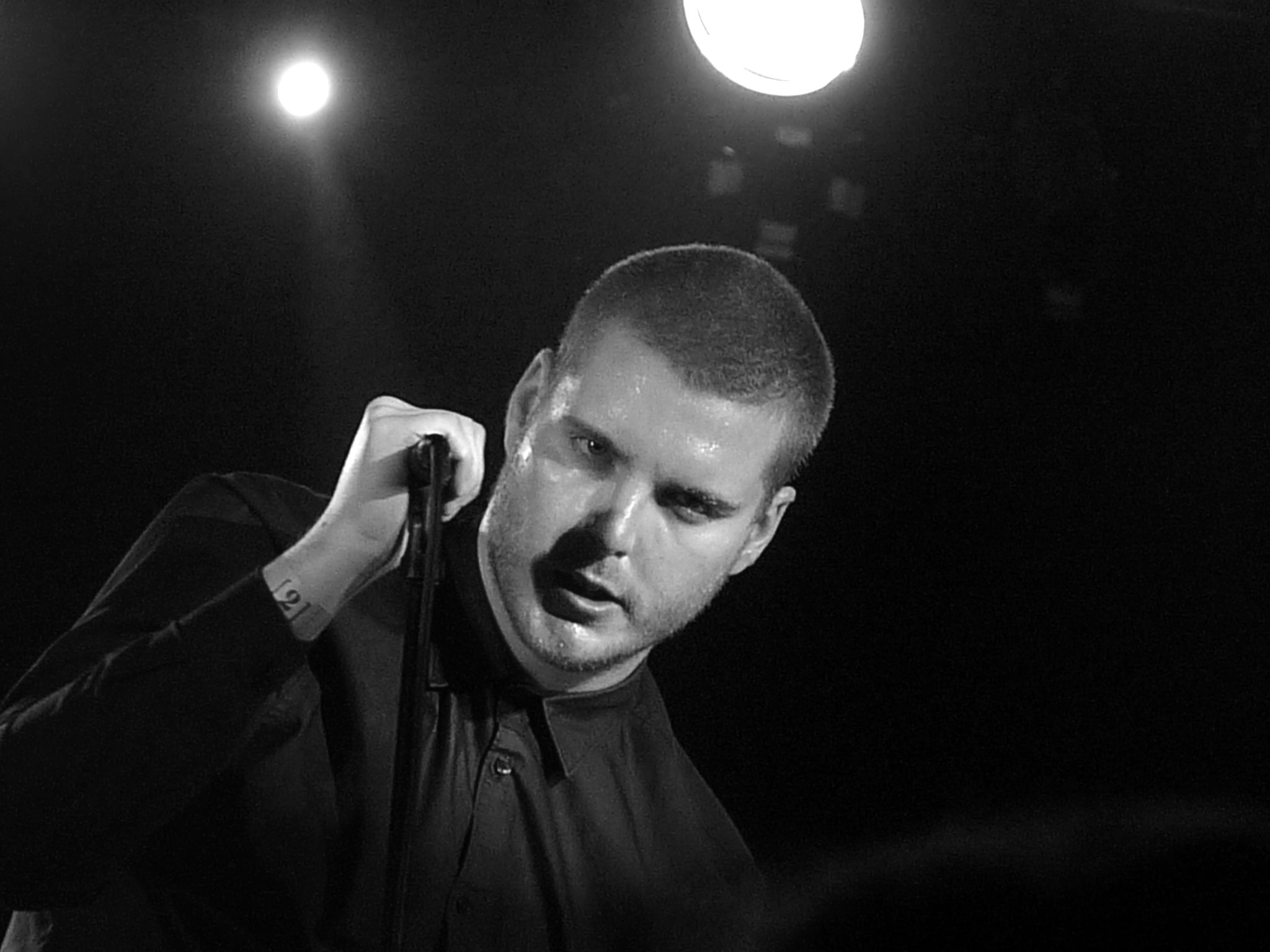
主唱George Clarke 2012年在巴塞隆納的表演

### 與唱片公司 Deathwish 簽約，以及專輯 - Roads To Judah（2010-2012)
Deafheaven於2010年12月宣佈與唱片公司Deathwish簽約(Deathwish這家唱片公司，是由傳奇金屬核樂團Converge的主唱Jacob Bannon創立)。 Deathwish聯絡了Deafheaven，然而一開始只是想為他們之前的Demo發行實體專輯。
但當時的樂團已經編寫了一些新歌素材，並詢問Deathwish能不能以Demo的方式，幫他們發行這新歌素材。一開始Deafheaven透過Dethwish的第一次發行，是一張單曲形式的7吋黑膠，內容包含「Libertine Dissolves」和 「Daedalus」這兩首來自之前Demo的歌曲，唱片限量的發行，並作為禮物，隨機發送給在 Deathwish 網路商店購物的人試聽。
Deafheaven的首發專輯「Roads to Judah」，在2011年4月26日透過Deathwish發行，專輯的標題是指在Deafheaven家鄉的舊金山輕軌N線(N Judah)，專輯的歌詞是關於主唱Clarke曾經藥物濫用和放蕩的一年。Roads to Judah獲得了Decibel和RVA Magazine的正面評價，並獲得NPR、Pitchfork和The A.V. Club的年終歌單的位置。MSN Music也把Deafheaven評論為2011年其中一個最佳的新藝人。
Roads To Judah巡演歷程: 為了推廣Roads ot Judah，Deafheaven開始了眾多演出，在2011年，參加德州奧斯汀的SXSW藝術節，之後跟隨加拿大噪音搖滾樂團KEN mode在美國巡演，然後在加州的Sound and Fury音樂祭上演出，接著跟隨後搖滾樂團Russian Circles一起在美國巡演，並於2012年初進行了歐洲巡演。
吉他手McCoy說，Russian Circles在巡迴演出時「特別照顧我們」，並教導他們樂團應該如何表現。 他說：「任何成功樂團的三項規則，是寫出好曲子、出色的現場表演以及在做這些事情時，不要當個混蛋。當然我們一直在努力做到這一點，但Russian Circles把這些概念強加在我們的腦海裡。」Deafheaven也在2012年，參加了紐約布魯克林的Northside音樂節和德州奧斯汀的Fun Fun Fun音樂節。
作為Deathwish Inc.免費現場Live專輯系列的一部分，Deafheaven在2011年發行了Live at The Blacktop現場Live專輯。這張專輯於2011年在加州貝爾花園的The Blacktop進行了完整的現場表演(The Blacktop是個由裝貨碼頭改建而成的場地)。
2012年10月，Deafheaven透過The Flenser與美國黑金屬樂團Bosse-de-Nage發行了一張合發EP。Deafheaven 翻唱了兩首Mogwai歌曲Punk Rock和Cody，並作為單曲發行。這兩首歌源自Mogwai在1999年發行的專輯「Come On Die Young」。在同一年，Deafheaven透過Sargent House公司，把2010年的Demo重新製作，並發行限量版黑膠唱片。

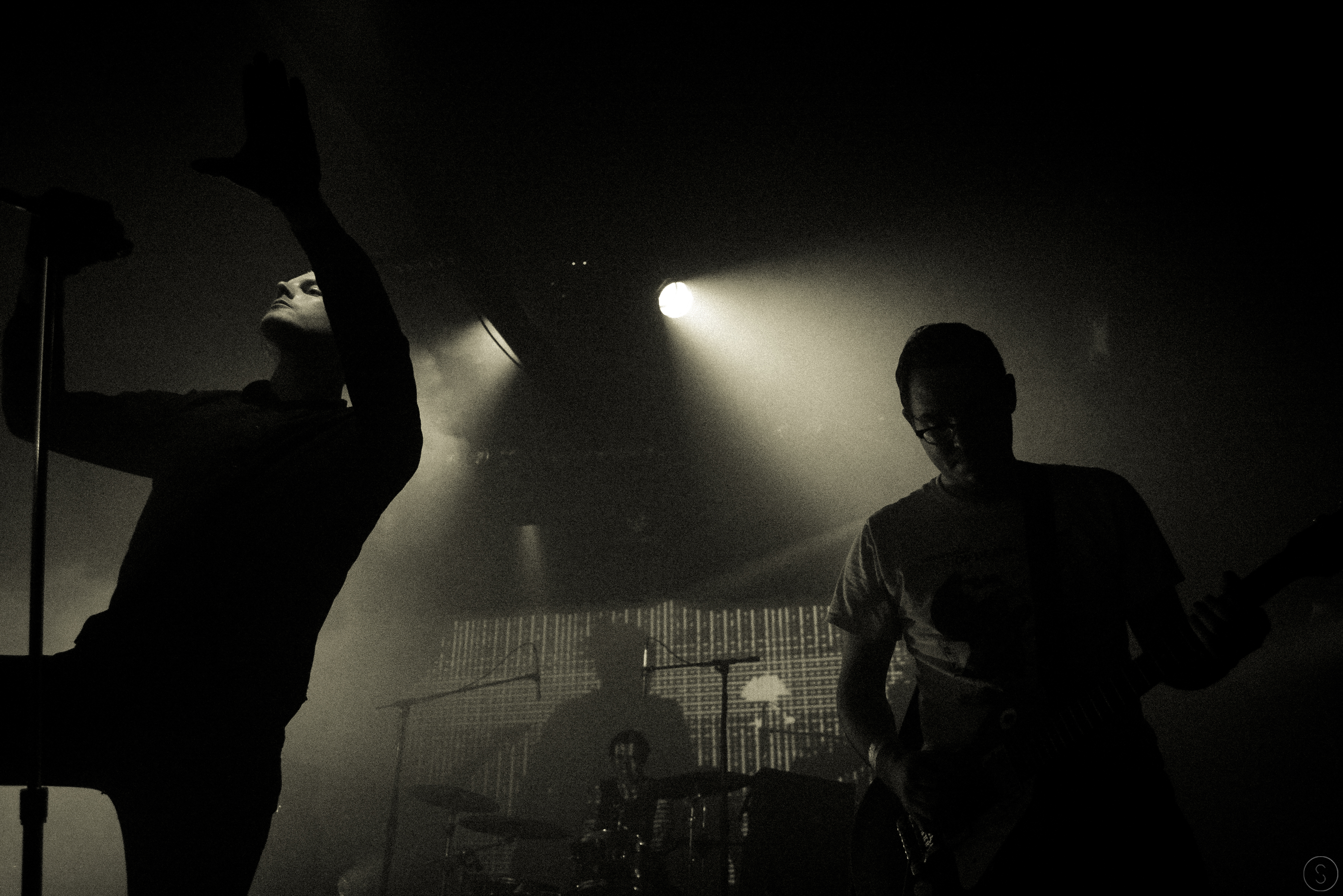
George Clarke (左邊), Daniel Tracy (後面), and Kerry McCoy (右邊) 在2013年的表演

### 第二張專輯 Sunbather-新的團員與廣受好評（2013-2014)
早在2011年9月，Deafheaven宣布他們已經開始編寫了新專輯的歌曲。在那個時候，McCoy形容新的歌曲:「比Roads to Judah更快速、更黑暗、更重且更加的實驗性」。然而在2012年的12月，Clarke形容他們的新歌會減少一些憂鬱感，也減少一些圍繞黑金屬的氛圍，反而歌曲有時會加入更多受到搖滾影響，甚至流行樂影響的聲音。
新的專輯，命名為Sunbather，歌曲如同過去Demo時期一樣，由創始成員Clarke和McCoy創作出來，而不是像第一張專輯Roads to Judah那樣，由五人一起創作。不過進入錄音室的階段，新鼓手Daniel Tracy把自己的打鼓風格添加到已經編好的新歌之中。新專輯標題完整的反映了主唱的理念。他表示，這是為了代表：「這個概念來自於富裕、美麗、完美的存在，而這些是自然無法實現的。並且因爲你自己的缺點、人際關係問題、家庭煩惱和死亡...等，不得不面對現實的掙扎」。Deafheaven和製作人Jack Shirley在2013年1月進入錄音室開始錄製Sunbather，之後在2013年6月11日透過Deathwish發行了這張專輯。
這張專輯於各大媒體網站獲得好評，例如Metacritic基於18條評論，給予專輯92/100分的評價，並宣布其為2013年最受好評的主要專輯。這也是Deafheaven首次登上Billboard排行榜，在Billboard200排行榜上排名第130名，在Top Heatseekers排行榜上排名第2名。
另外，除了新鼓手Daniel Tracy加入了Sunbather錄音過程之外，樂團為了2013年的巡迴表演，還另外招募了貝斯手Stephen Clark和吉他手Shiv Mehra。創始成員Clarke和McCoy表示:「先前的樂團成員因為旅途生活困難且收入微薄，甚至沒有收入而分道揚鑣」。
Sunbather巡演歷程:
Deafheaven開始Sunbather的巡演是2013 年4-5月與The Secret一起在歐洲、俄羅斯巡迴演出，隨後於6-7月與 Marriages一起進行美國巡演。在2014年1月，Deafheaven在澳洲巡迴，在2-3月時和Between the Buried and Me、Intronaut和The Kindred一起同場表演，5-6月在亞洲和歐洲巡演，6月和Pallbearer一起在美國巡演，接著在8月開始第二次歐洲巡演，9月和No Joy展開了北美巡演。
在2013年，Deafheaven成員Daniel Tracy和Shiv Mehra與樂團外的音樂人Varun Mehra和Christopher Natividad，一起成立了一個名為Creepers迷幻搖滾樂團，算是臨時的業餘/副業樂團。那一年，該樂團發行了同名EP，然後2014年透過All Black Recording Company唱片公司(由Deafheaven的主唱Clarke和樂團前成員Derek Prine一起創立的獨立廠牌)發行了首張專輯Lush。
2014年8月25號，Deafheaven 發行了一首新單曲 From the Kettle Onto the Coil ，這首歌成為了有線電視台Adult Swim 2014年的每周單曲系列的其中一首。Clarke形容這首歌是隨著Sunbather專輯歌曲相同的形式編曲，並不能從這首歌之中猜想出第三張專輯的影子。

### 第三張專輯 New Bermuda, 第四張專輯 Ordinary Corrupt Human Love 與 Live專輯 10 Years Gone (2015–2020)

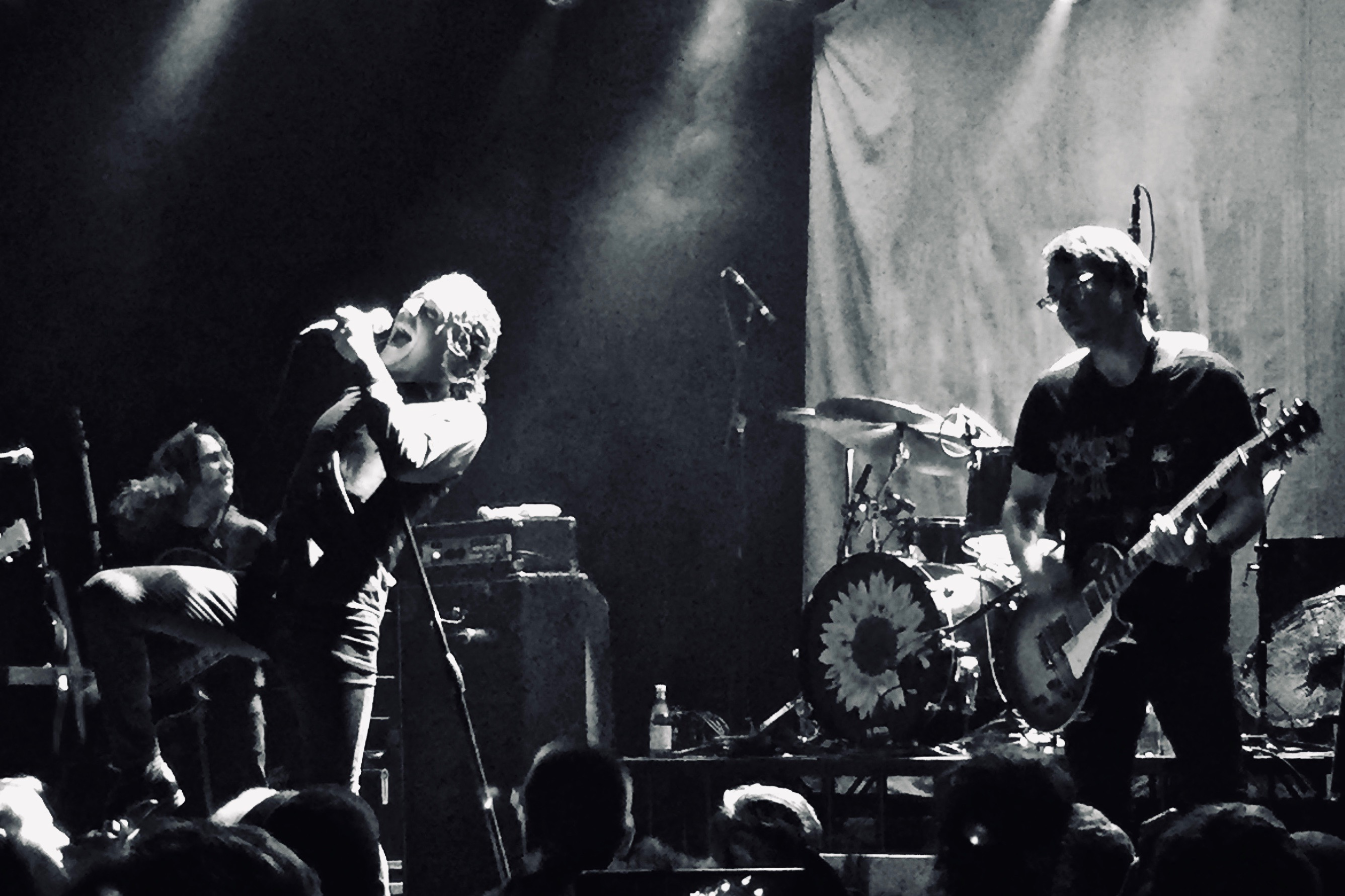
Deafheaven 在普洛威頓斯的Fete Music Hall表演 (2018年11月2號)

在2015年7月，Deafheaven開始預告他們第三張錄音專輯，可能會在2015的十月的時候透過Epitaph唱片的姊妹廠牌Anti來發行相關內容，並透過一段新歌搭配「錄音室片段素材」和「岩石海岸線的景色」的簡短影像，來發布消息。同年7月28號，樂團宣布第三張專輯，標題命名為New Bermuda，10月2號將透過Anti-發行。New Bermuda被Spin雜誌評為2015年度最佳專輯第12位。
樂團在2018年1月開始了New Bermuda的後續作品工作，當時他們宣布樂團正在錄音室製作一張新專輯，計畫將在同一年晚些發行。樂團在4月17號發行了第四張專輯Ordinary Corrupt Human Love的主打單曲Honeycomb，另一首新單曲Canary Yellow在6月12號發行。新專輯在7月13號透過Anti-發行。得到了評論家的廣泛好評。
在12月7號宣布單曲Honeycomb獲得了「葛萊美最佳金屬演出獎」的提名。
樂團在2019年2月27號為他們的第四張專輯發行了B-side 的部分，命名為Black Brick。在2020年12月4號，樂團發行了10周年現場錄音專輯，命名為10 Years Gone。唱片的發行說明表示，樂團「感謝他們能夠完成這個計畫，而且他們在為2021年的新歌創作時，粉絲們一直支持他們。」，這暗示了新專輯不久後會推出。

### 第五張專輯 Infinite Granite (2021–2024)

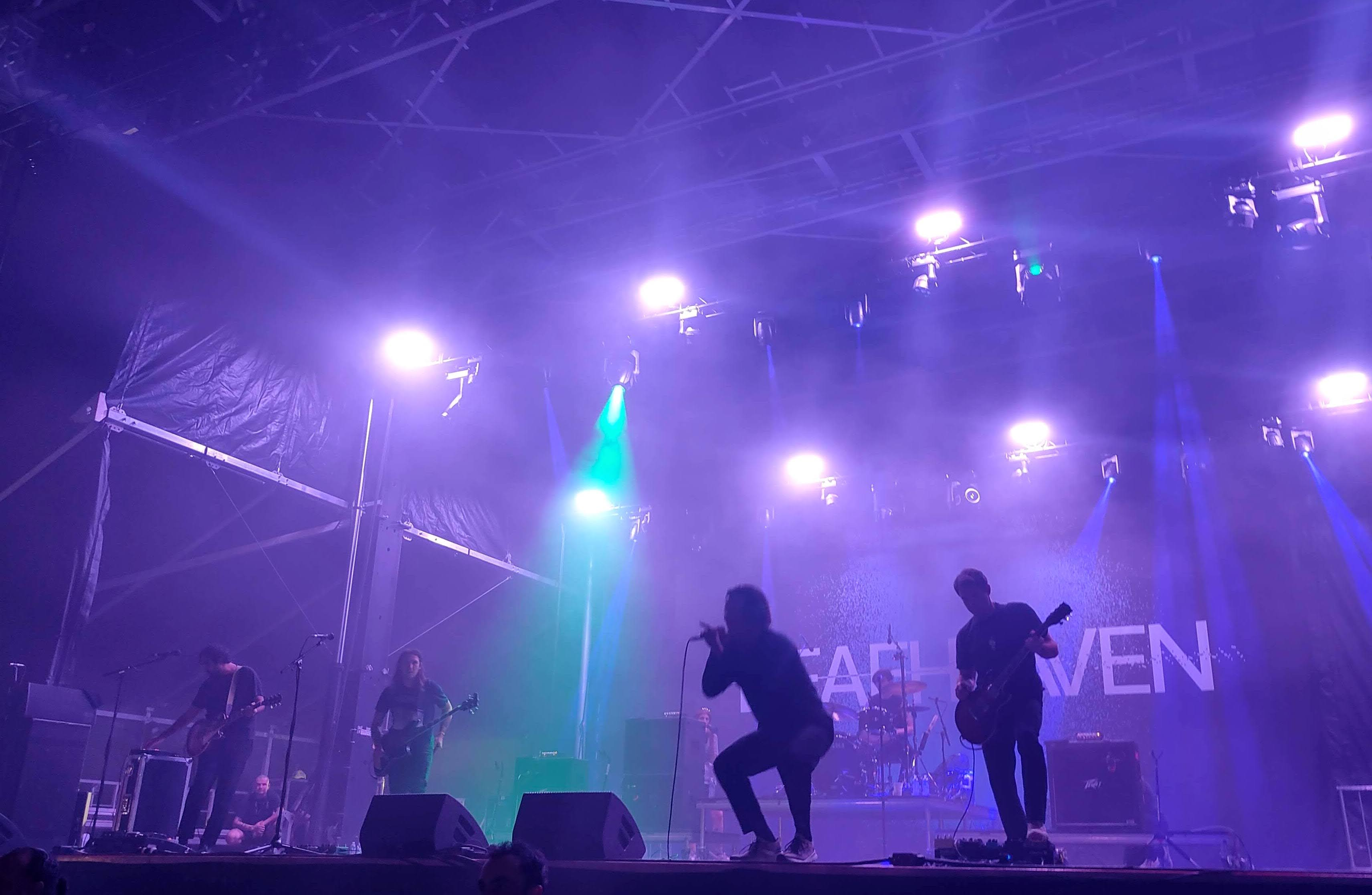
Deafheaven在 Aftershock 2023表演

在2021年6月7號，樂團清除了他們社群媒體的頁面，並且在他們的官方網站和社群媒體平台，貼出了一支顯示08.20.21日期的預告影片。兩天後，新單曲Great Mass of Color在社群平台發行。新歌和之前的黑金屬風格不同，更加強調了瞪鞋搖滾和乾淨唱腔(非嘶吼)的風格。之後透露了這首歌是第五張專輯Infinite Granite的主打歌。
在2023年四月，Deafheaven成為了荷蘭音樂祭Roadburn Festival的主打樂團，在連續的晚上，完整的表演了Sunbather(for its 10-year anniversary)和Infinite Granite兩張專輯。
2024年2月7號，樂隊發布預告影片，宣布與Roadrunner Records 簽約。

### 第六張專輯 Lonely People with Power (2025–現在)
在2025一月， Deafheaven 開始預告他們的第六張錄音室專輯「 Lonely People with Power 」。不久之後，樂團宣布將推出全新單曲「Magnolia」， 並同步發佈官方音樂錄影帶。 這張專輯於2025年3月28日正式發行。

## 音樂風格
Deafheaven的音樂風格曾被形容為黑金屬、黑瞪鞋、後金屬、screamo、瞪鞋搖滾、後黑金屬(Post-black metal)和藝術搖滾/金屬。Deafheaven音樂風格曾被滾石雜誌形容為:「突破性地融合了黑金屬、瞪鞋搖滾和後搖滾」。吉他手McCoy舉例了影響樂團的各種風格，包含了另類搖滾和早期的鞭笞金屬，但他表示並不覺得他們是黑金屬樂團，因為雖然有受到黑金屬的影響，但他們沒有「其精神、其美感，或是真的很黑金屬的聲音」。
主唱George Clarke提到影響他們的樂團有: Burzum,、ColdWorld、Leviathan,、Iron Maiden、 Metallica、Slayer、Morbid Angel、Pantera和Weakling。
Red Bull Music Academy日報在2017年的訪談中，McCoy指出:
「在我們樂團成立的10年前，那些瞪鞋黑金屬或是後黑金的東西，早就已經成型完整了」。

## 成員

##### 現任成員
George Clarke – 主唱，鍵盤手 (2010–現在)
Kerry McCoy – 吉他手 (2010–present), 貝斯手(2012–2013)
Daniel Tracy – 鼓手 (2012–present)
Shiv Mehra – 吉他手(2013–現在)
Chris Johnson – 貝斯手(2017–現在)

##### 目前巡演的成員
Ian Waters – 吉他手(2025–現在，代替 Shiv Mehra)

##### 已離開成員
Nick Bassett – (2010–2012)
Derek Prine – (2010–2012)
Trevor Deschryver – (2010–2012)
Korey Severson – drums (2011–2012)
Stephen Clark – (2013-2017)

##### 已離開暫時成員
John Kline – 鼓手(2010); 逝世2012

##### 已離開巡演成員
Gary Bettencourt – 吉他手(2011)
Joseph Bautista – 吉他手(2011–2012)
Mike Coyle – 吉他手(2012)

## 已發行專輯

#### 錄音室專輯
- Roads to Judah（英语：Roads to Judah） (2012)
- Sunbather（英语：Sunbather） (2013)
- New Burmuda（英语：New Burmuda） (2015)
- Ordinary Corrupt Human Love（英语：Ordinary Corrupt Human Love） (2018)
- Infinite Granite（英语：Infinite Granite） (2021)
- Lonely People with Power（英语：Lonely People with Power） (2025)

#### 單曲
- Libertine Dissolves / Daedalus（2011)
- From the Kettle Onto the Coil（英语：From the Kettle Onto the Coil）(2014)
- "Brought to the Water" (2015)
- Come Back" (2015)
- Honeycomb" (2018)
- Canary Yellow (2018)
- Black Brick（英语：Black Brick） (2019)
- Great Mass of Color(2021)
- The Gnashing (2021)
- In Blur (2021)
- Magnolia (2025)
- Heathen (2025)

#### 迷你專輯
- Untitled Deafheaven demo EP（英语：Untitled Deafheaven demo EP）（2010)
- Deafheaven / Bosse-de-Nage（英语：Deafheaven / Bosse-De-Nage） (2012)

#### 演唱會專輯
- Live at The Blacktop (2011)
- 10 Years Gone（英语：10 Years Gone） (2020)